# Michael Sanke
Michael Sanke (* 12. Februar 1969) ist ein ehemaliger deutscher Fußballspieler.

## Werdegang
Der Stürmer Michael Sanke begann seine Karriere in der Jugend der SV Brackwede und wechselte später zu Arminia Bielefeld. Im Jahre 1987 kam er in den Kader der ersten Mannschaft und gab am 8. August 1987 beim torlosen Unentschieden gegen Rot-Weiss Essen sein Debüt in der 2. Bundesliga. Insgesamt viermal kam Sanke in der 2. Bundesliga zum Einsatz und stieg mit seiner Mannschaft am Saisonende als Tabellenletzter ab. Sanke verließ die Arminia daraufhin und spielte später unter anderem für den SV Gadderbaum.